# Émerson Carvalho da Silva
Émerson Carvalho da Silva (Bauru, 1975. január 5. –) brazil válogatott labdarúgó.

## Nemzeti válogatott
A brazil válogatottban 3 mérkőzést játszott.

## Statisztika
| Brazil válogatott | Brazil válogatott | Brazil válogatott |
| Időszak           | Mérk.             | gól               |
| ----------------- | ----------------- | ----------------- |
| 2000              | 3                 | 0                 |
| Összesen          | 3                 | 0                 |